# ケラマジカ
ケラマジカ（慶良間鹿、学名：Cervus nippon keramae）は、鯨偶蹄目・シカ科に分類されるニホンジカの亜種。日本の沖縄県慶良間諸島に分布する固有亜種とされるが、実際には九州からの国内外来（亜）種と考えられている。

## 形態
日本国内に分布するニホンジカの7つの地域亜種の中でも最も小柄で、雄の成獣で通常30キログラム程度。毛の色も本土系のシカより多少暗色を帯び、雌や子ジカの背中には黒い筋がある。角は雄ジカだけに生え、毎年3月末から4月にかけて抜け落ちる。角の内側には、顕著なこぶ状突起が見られる。
頭骨および角は、本土系のシカと比べて著しく小さい。頭蓋最大長を比較すると、雄でホンシュウジカの82%、雌で89%程度（沖縄県教育委員会, 1996）。

## 生態と分布

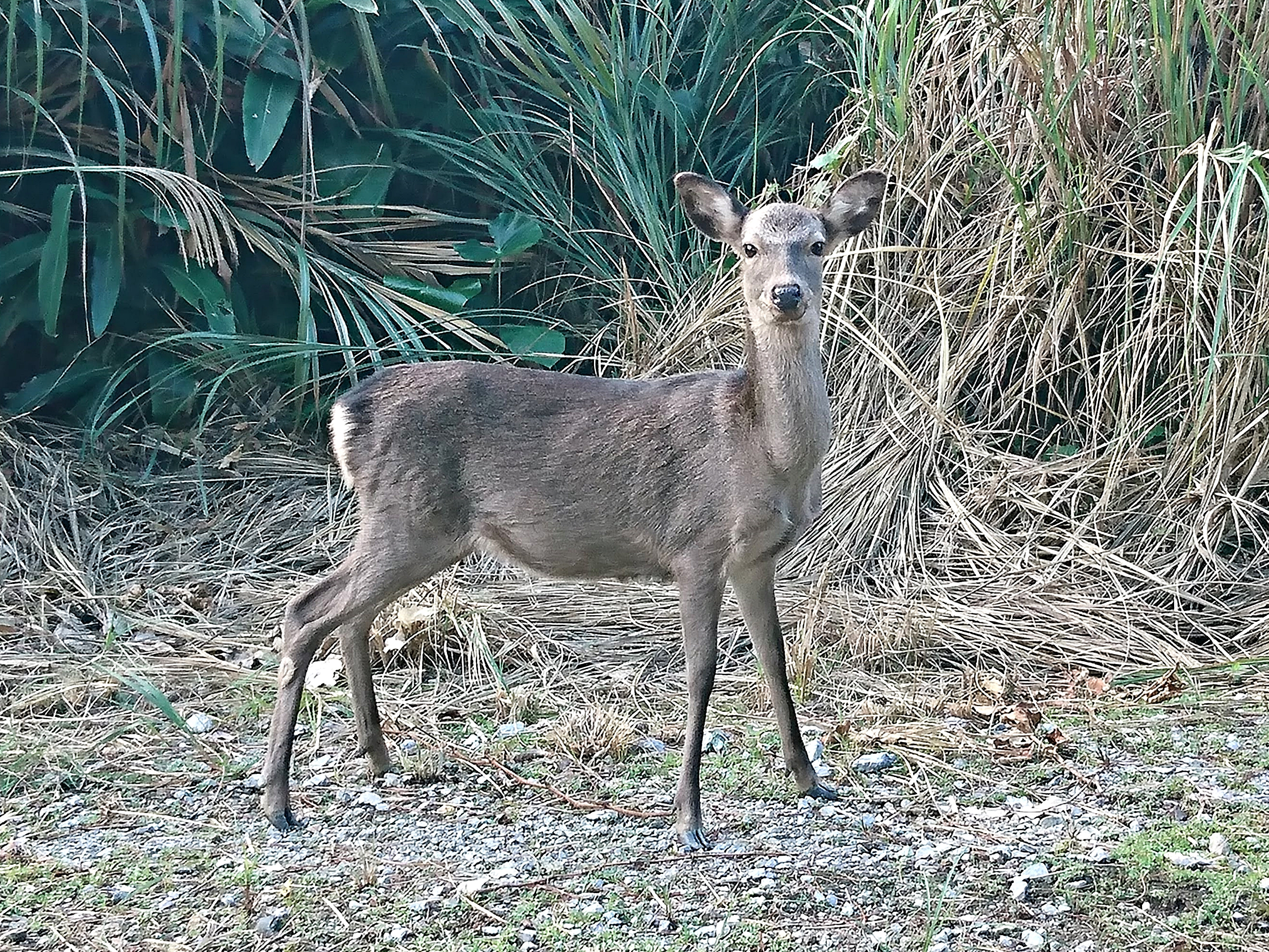
阿嘉島で撮影されたケラマジカの全身像。

日本国内で最南限に棲息する野生ジカであり、日本で唯一の亜熱帯性の有蹄動物でもある。亜熱帯島嶼型の生態を知る上でも、学術的な価値が高い。また、クジラ類を除けば、慶良間諸島に分布する唯一の大型哺乳類である。
南西諸島の琉球石灰岩の割れ目から、リュウキュウジカ、リュウキュウムカシキョン（キョン）、ノロジカ、ミヤコノロジカ、その他数種類のシカの化石が発見されていることから、南西諸島にもかつて固有のシカ類が棲息していたことがわかっているが、ケラマジカはこれらの系統とは異なり、外部から人為的に移入されたものと考えられる。
本来は夜行性で、夜には集落まで降りてくることもあったが、警戒心が強く、人には近づかなかった。しかし近年、阿嘉島などでは日中も頻繁に浜などに下りてきて、人前に現れるようになっている。人がかなりの距離まで近づいても逃げない個体も見られ、新たな観光資源となっている。
慶良間諸島（沖縄県島尻郡）の阿嘉島・外地島・慶留間島および屋嘉比島の4島（いずれも座間味村）に分布する（屋嘉比島は無人島）。ほかに、座間味島・渡嘉敷島でも観察例がある。生息する島々は、いずれも海岸が断崖になっているところが多く、繁殖期におけるオス同士の闘争などによって転落死する個体も確認されている。
なお、ケラマジカは“島渡り”、すなわち泳いで慶良間諸島の各島間を移動することが知られており、実際に泳いでいる姿が目撃されたり、時には泳ぎ疲れて漁船に助けられたりすることもあるという。島渡りは主に繁殖期に行われる。また、現在、阿嘉島・慶留間島・外地島の3島は、阿嘉大橋などの道路橋でつながっており、ケラマジカもその橋を渡って各島間を行き来していることが知られている。

## 人間との関係

### 歴史
ケラマジカについて言及している最も古い文献は、首里王府編の『琉球国由来記 巻四』（1713年）である。これによれば、崇禎年間（1628-44年）、尚氏金武王子朝貞が、薩摩（鹿児島県）からシカを持ち帰り、慶良間の古場島（現在の久場島とされる）に放したという（原文「是崇禎年間尚氏金武王子朝貞従薩州帯来、慶良間島ノ中、古場島ニ放飼也」）。「琉球国由来記」には移入の目的は記されていないが、1875年に慶良間を視察した河原田成美の記録から、王府時代に慶良間から藩王にケラマジカを献上していたことが知られる。ケラマジカは、このときに移入されたシカ（キュウシュウシカ、あるいはマゲシカかヤクシカ）が野生化して定着し、慶良間諸島という島嶼の環境に適応して特異化（島嶼化）したものと見られ、このことはその後の遺伝学的調査によっても裏付けられている。

### 保護
ケラマジカは、国内外来種、害獣、絶滅危惧種、固有種としての様々な側面を併せ持つ。
ケラマジカには農林資源への食害があり、自然林の稚樹等への影響も懸念されている。戦前までは慶良間諸島の多くの島に数多く棲息していたが、農作物への食害が目立ったために捕殺され、一時は有人島では絶滅したが、その後、保護に転じた。現在もその食害により、現地の農家には疎まれる側面がある。
一方で、日本国指定の天然記念物（「ケラマジカおよびその生息地」）にも指定されている。ケラマジカは個体数が少なく分布域も狭いために、絶滅を心配する声もある。日本哺乳類学会のレッドリスト（1997年）では「危急亜種」に選定されていたこともあるが、環境省及び沖縄県のレッドリストには記載がない。現在は、県や地元の小・中学校によっても、保護・研究活動が行われている。
ケラマジカは個体数が少なく、分布域がごく狭いため、旱魃や山火事などの偶発的な災禍によって、急激に減少する可能性がある。島面積が小さい上に急峻な地形を呈していることから、河川がなく、旱魃時の飲用水不足が憂慮される。屋嘉比島では、銅鉱の採掘礫層からの流出水に含まれる重金属類の影響が心配されている。
- 1955年1月15日、「慶良間鹿」として琉球政府指定天然記念物に指定。指定範囲は屋嘉比島のみであった。
- 1972年、沖縄県の日本国への復帰に伴い、「ケラマジカおよびその生息地」を同国の天然記念物に指定。
- 1975年、天然記念物の指定範囲に慶留間島を追加。これで、棲息域である4島のうち、屋嘉比島・慶留間島とそこにすむものが指定対象になったが、上記のように、ケラマジカは複数の島の間を行き来していると見られる。
- 1975年-1978年の調査で、個体数は屋嘉比島、慶留間島、阿嘉島の3島で60頭前後であると推定される（屋嘉比島・慶留間島・阿嘉島で、順に30頭・20頭・10頭）。
- 1992年、九州大学・琉球大学ほかによるチームで研究を開始。
- 1995年の調査で、阿嘉島、外地島、慶留間島、屋嘉比島の4島に約230頭の棲息を確認。

### その他
- 沖縄セルラー電話が2005年夏の販促キャンペーン“夏のauシカフェスタ”の際にマスコット・キャラクターとして登場させた「auシカ」は、出身地は「慶良間諸島のとある島」とある[6]。